# Tombe Cardarelli
Pour les articles homonymes, voir Cardarelli.

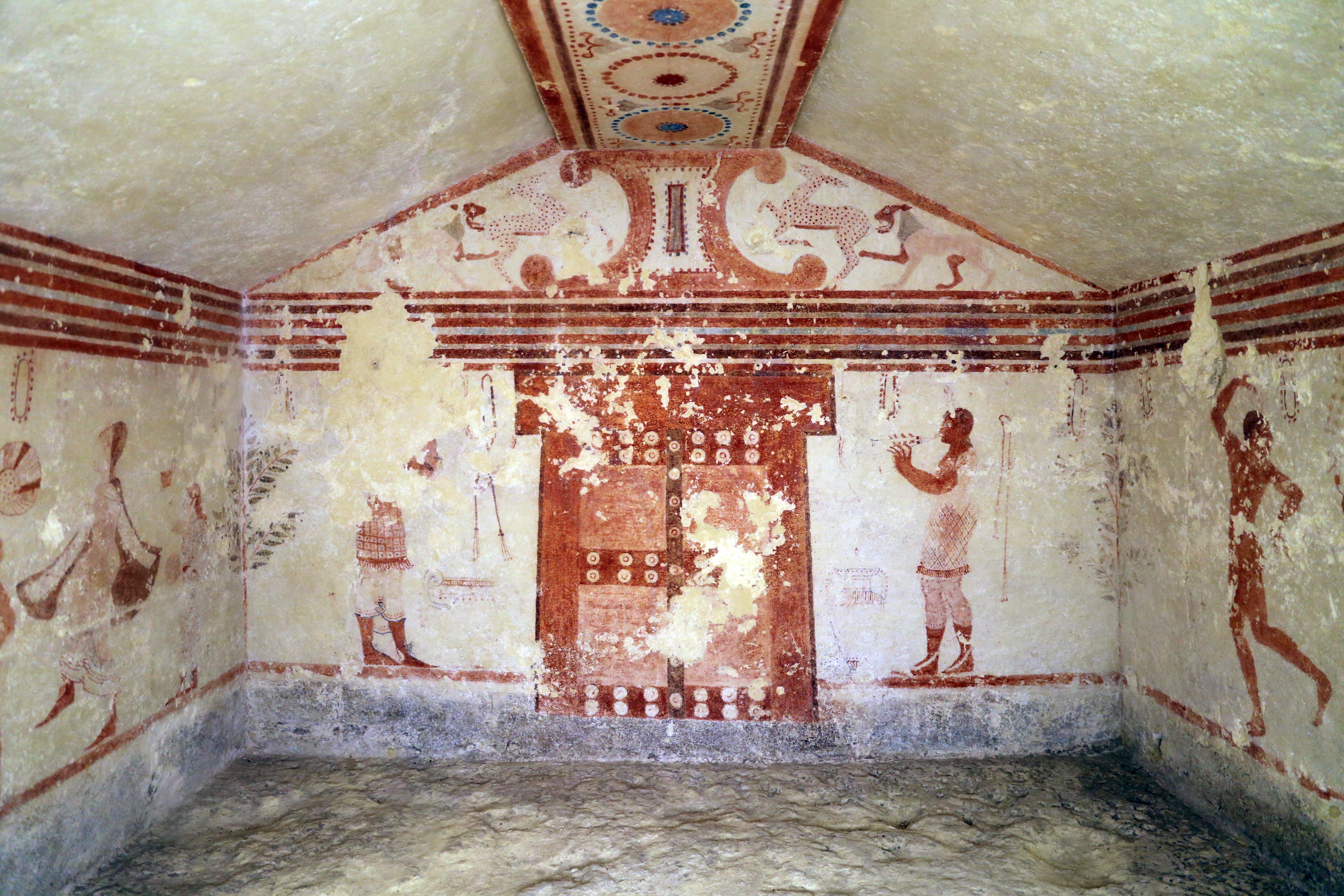
Fresque de la porte des Enfers étrusques de la paroi du fond, ses deux musiciens, le fronton orientalisant aux lions et gazelles.

La tombe Cardarelli (en italien tomba Cardarelli) est une des tombes peintes étrusques de la nécropole de Monterozzi, proche de la ville de Tarquinia.

## Historique
La tombe Cardarelli, découverte en 1959, est datée de la fin du VIe siècle av. J.-C. Elle est dédiée à Vincenzo Cardarelli, poète natif de Tarquinia.

## Description
La tombe Cardarelli de Tarquinia est une tombe étrusque  a camera (simulant l'intérieur d'une maison avec son toit à deux pentes, la poutre maîtresse simulée en terracotta). Ses parois sont couvertes de fresques.
Deux figures d'athlètes musclés sont peintes de chaque côté de la porte d'entrée.
Une frise longe les parois dans un décor composé d'arbustes.
La  porte des Enfers est peinte au centre de la paroi du fond, un musicien de chaque côté, celui de droite jouant de la flûte double, le second à gauche est indistinct. le fronton orientalisant est orné, de chaque côté, de lions attaquant une gazelle tachetée.
Sur la paroi de gauche, un personnage viril habillé d'un simple pagne, tenant dans sa main gauche une kylix et précédé d'un joueur de double flûte, avance au pas de danse vers un groupe de trois personnes dont émerge une femme richement vêtue, probablement la défunte enterrée dans la tombe, précédée par un esclave tenant une torche et d'une jeune fille portant un miroir.
Sur la paroi de droite on peut voir un des participants jouant au kottabos, jetant un peu de son vin vers la cible, près de lui un jeune homme tenant deux récipients, à sa gauche un danseur et un musicien.

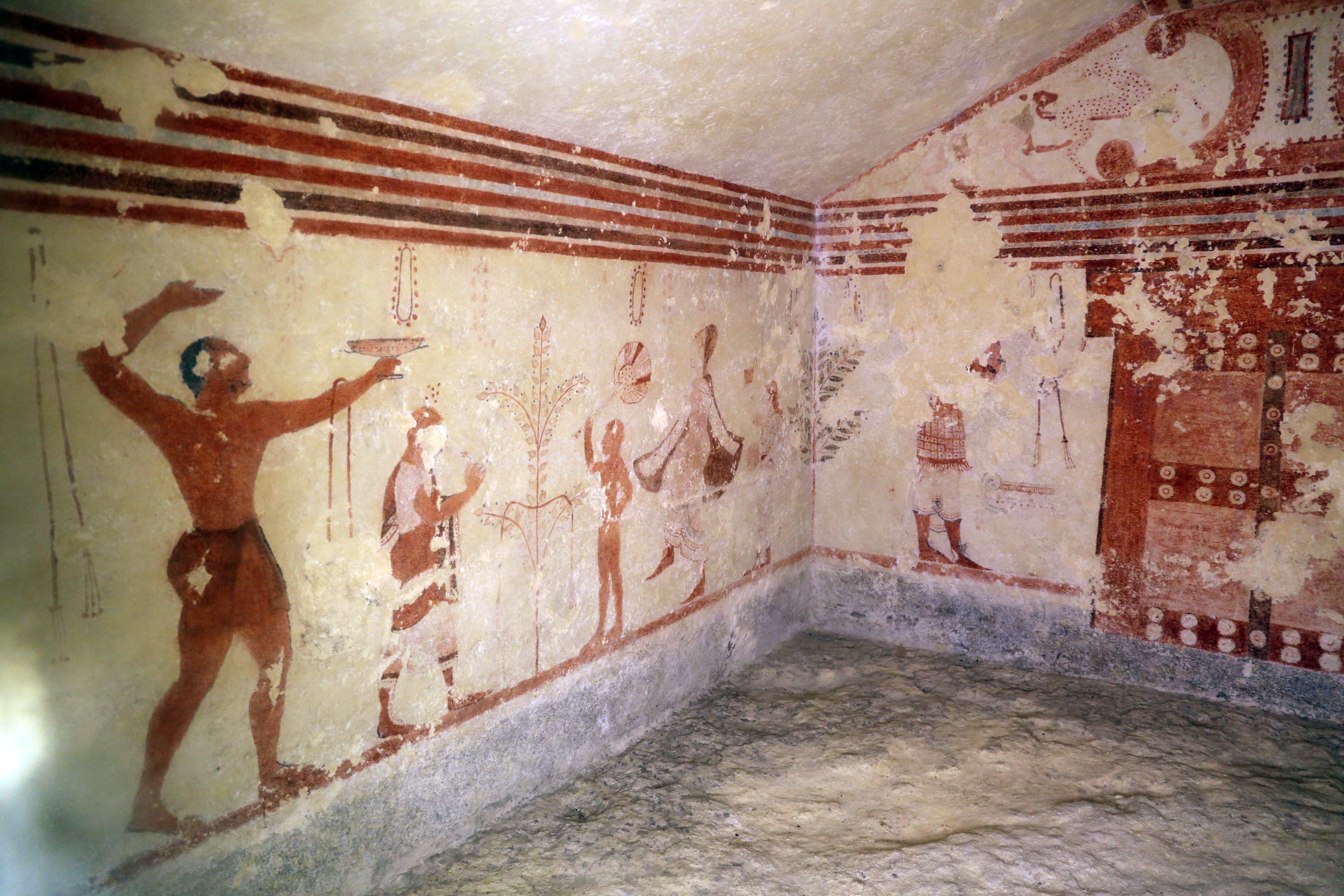
Côté gauche, personnage tenant une kylix.
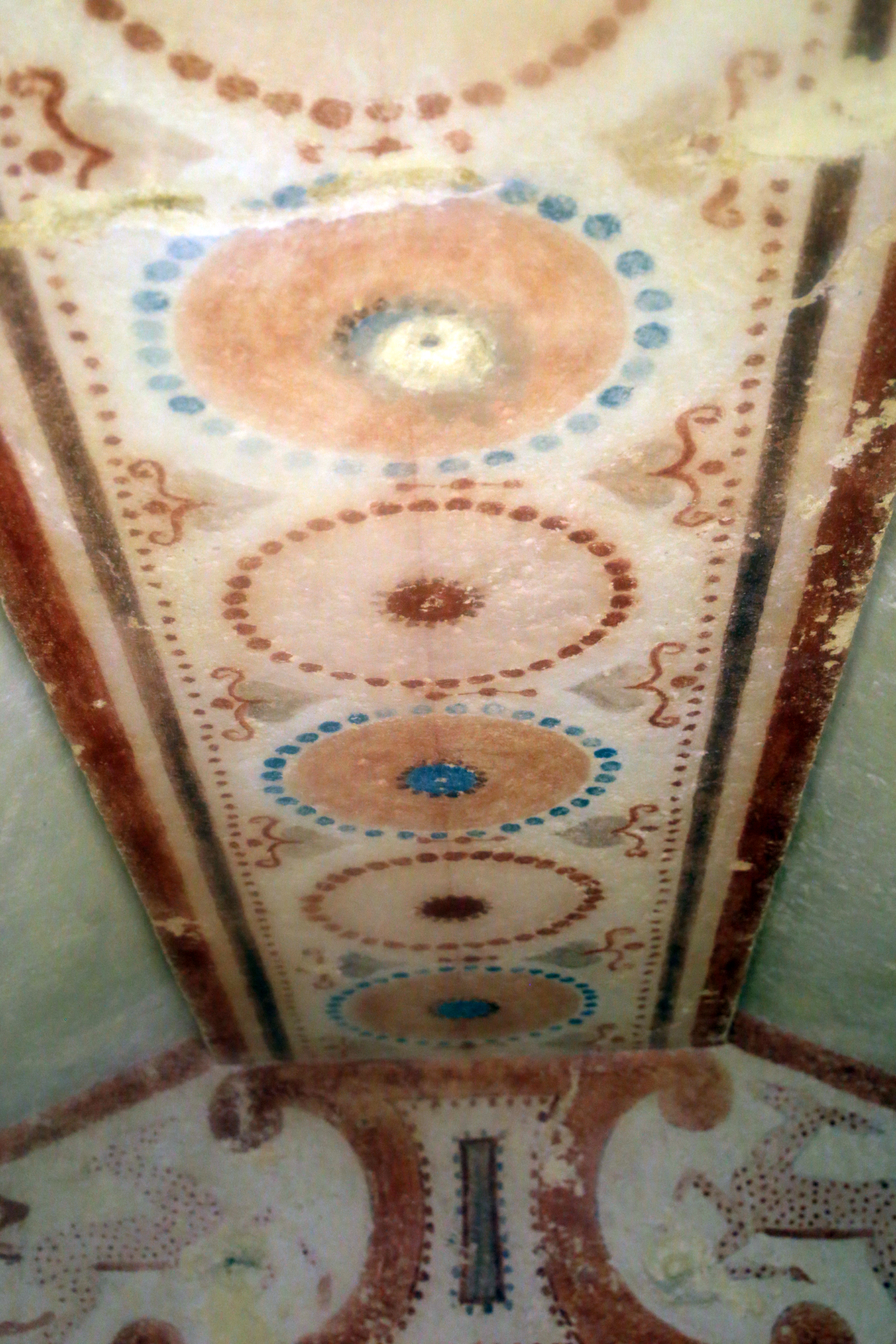
Fausse poutre avec rosettes.
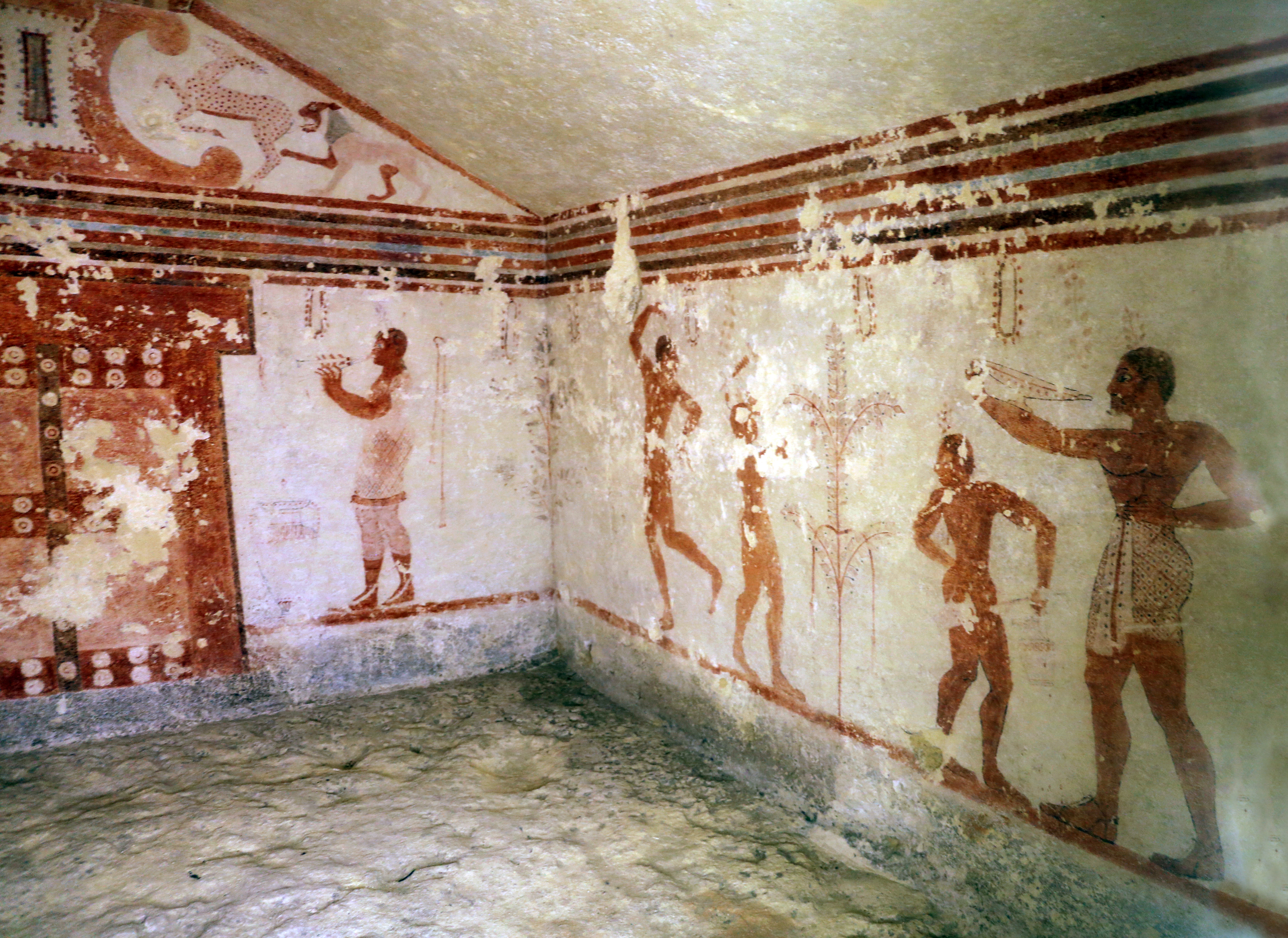
Côté droit, joueur de kottabos.